# Ołtarze-Gołacze
Ołtarze-Gołacze – wieś  sołecka w Polsce położona w województwie mazowieckim, w powiecie ostrowskim, w gminie Nur. Miejscowość znajduje się nad brzegiem Bugu.
Wieś szlachecka położona  była w drugiej połowie XVI wieku w powiecie nurskim ziemi nurskiej województwa mazowieckiego. W latach 1975–1998 położona była w województwie łomżyńskim.
Wierni Kościoła rzymskokatolickiego należą do parafii św. Jana Apostoła w Nurze.

## Historia
W roku 1441 Michał, dziedzic Ołtarzewa, otrzymał do księcia Bolesława przywilej uwolnienia od sądownictwa ziemskiego. W końcu XV w. wzmiankowany Jan z Ołtarzewa. W połowie XVI w. właścicielem wsi Wojciech, syn Macieja.
W końcu XVI w. Ołtarze Gołazie. Powierzchnia użytków rolnych w miejscowości wynosiła 29 włók.
Znani właściciele wsi (również częściowi):
- koniec XVI w. – Ołtarzewscy herbu Lis: Stanisław, Mikołaj oraz Hieronim z bracią[10]. Wymienieni też: Grzegorz, Stanisław i Piotr, synowie Józefa oraz Walenty
- Krzysztof Ołtarzewski, żonaty z Małgorzatą, potomek Stanisława[9]
- koniec XVIII w. – Godlewski, Gostkowski, Murawski, Ołtarzewski, Podbielski, Poniatowski, Ślepowroński, Szepietowski i Złotkowski[11]

W roku 1788 w Ołtarzach Gołaczach urodził się Ignacy Ołtarzewski. Zapewne był synem Krzysztofa. W roku 1807 wstąpił do armii Księstwa Warszawskiego. Walczył razem z 1. pułkiem gwardii polsko-francuskiej. Uczestniczył we wszystkich wojnach napoleońskich. Mianowany na stopień porucznika. W 1815 wstąpił do służby w wojsku Królestwa Polskiego, gdzie uzyskał stopień kapitana.

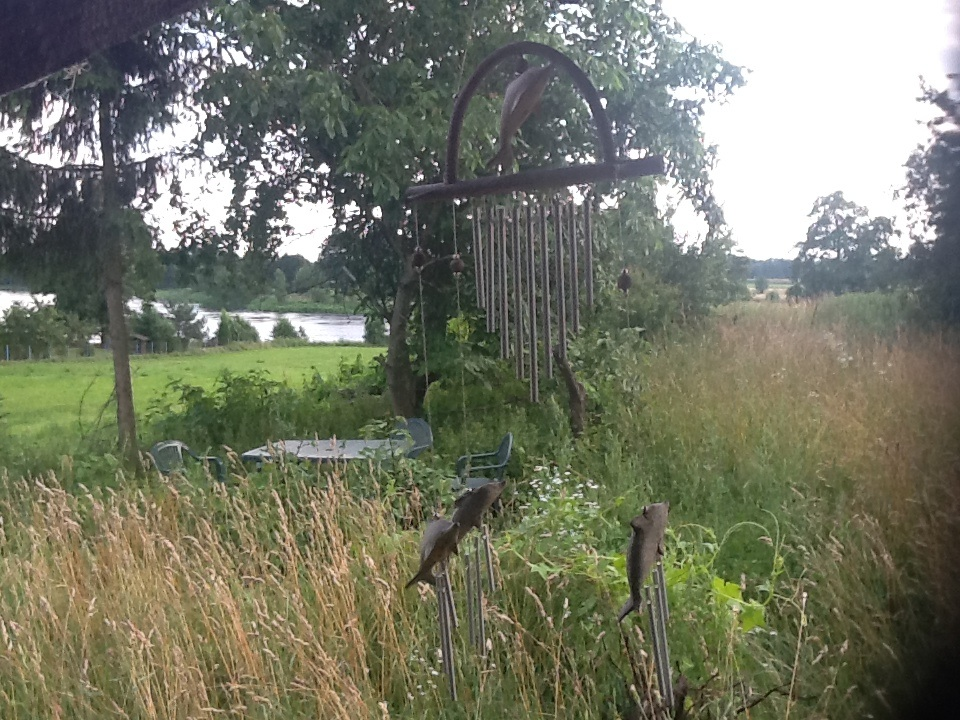
Nad Bugiem

W połowie XIX w. w Ołtarzach Gołaczach (Gułaczach) dziedziczył najpewniej Antoni Ołtarzewski, który udowodnił pochodzenie szlacheckie, zaczynając od Stanisława, żyjącego w XVI wieku.
W roku 1827 we wsi 72 domy i 424 mieszkańców. Mieszkali tu właściciele drobnoszlacheccy oraz chłopi. W 1886 wieś w powiecie ostrowskim, gmina i parafia Nur. Pod koniec XIX w. we wsi 3 gospodarstwa chłopskie i 30 drobnoszlacheckich na 459 ha ziemi.
W czasie spisu powszechnego z 1921 r. w miejscowości naliczono 69 domów i 363 mieszkańców. Przed II wojną światową działał tu zakład kowalski Zalewskiego. Funkcjonował też młyn wodny należący do K. Falkowskiego.